# Henry Parland

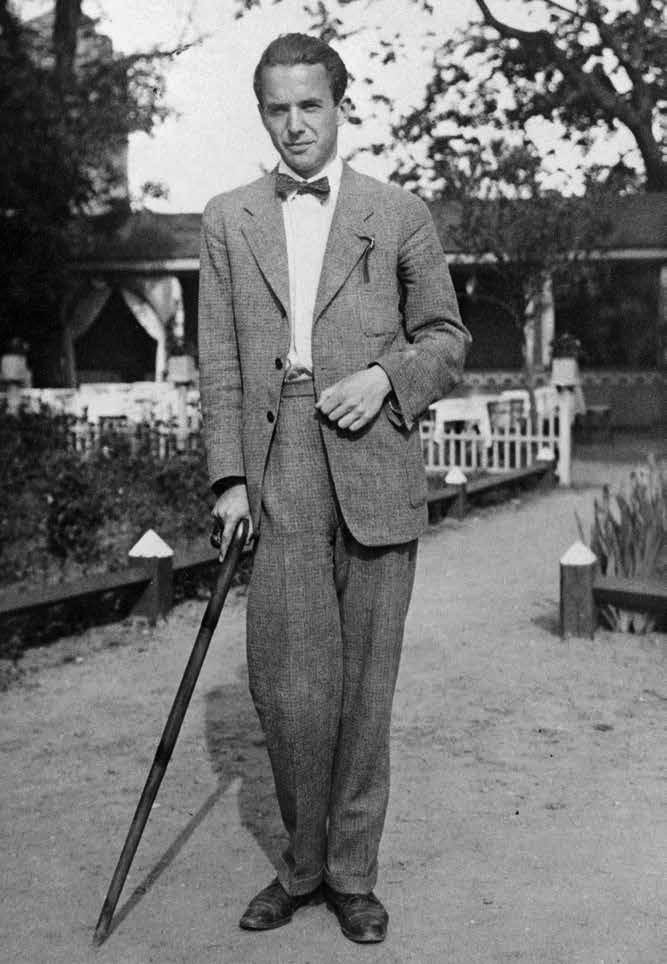
Fotografía de Henry Parland

Henry Parland, nacido el 29 de julio de 1908 en Viborg, Finlandia, y muerto el 10 de noviembre de 1930 en Kaunas, Lituania, fue un poeta, novelista y periodista cultural sueco-finlandés.   